# منتخب أوكرانيا لاتحاد الرغبي
منتخب أوكرانيا الوطني لاتحاد الرغبي (بالأوكرانية: Збірна України з регбі)‏ هو ممثل أوكرانيا الرسمي في المنافسات الدولية في اتحاد الرغبي . تأسس في 21 نوفمبر 1991.